# جرمی رونیک
جرمی رونیک (انگلیسی: Jeremy Roenick؛ زادهٔ ۱۷ ژانویهٔ ۱۹۷۰) بازیکن هاکی روی یخ اهل ایالات متحده آمریکا است.
از باشگاه‌هایی که در آن بازی کرده‌است می‌توان به فیلادلفیا فلایرز و فینیکس کایوتیس اشاره کرد.